# Grenspaal

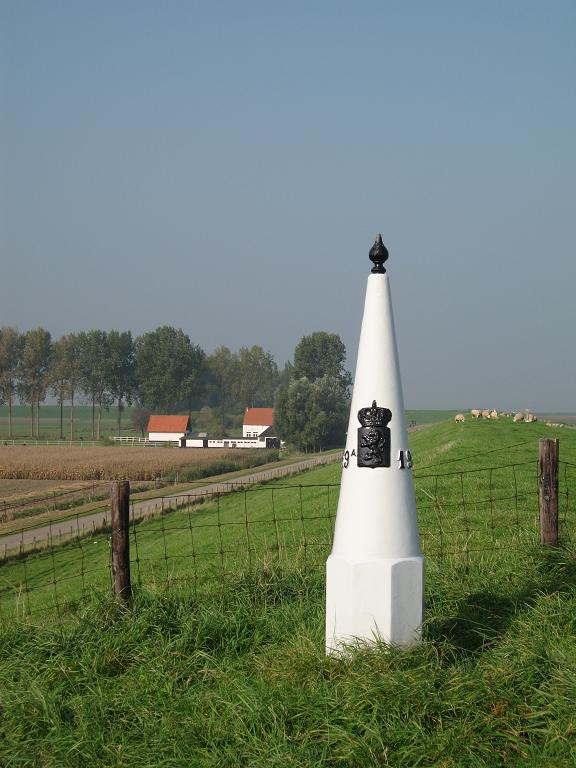
Grenspaal 269a (Belgisch-Nederlandse grens) op de linkeroever van de Schelde. De grenspaal werd vanwege de ontpoldering van de Hedwigepolder op 23 september 2022 herplaatst en staat nu op de nieuwe zeedijk.

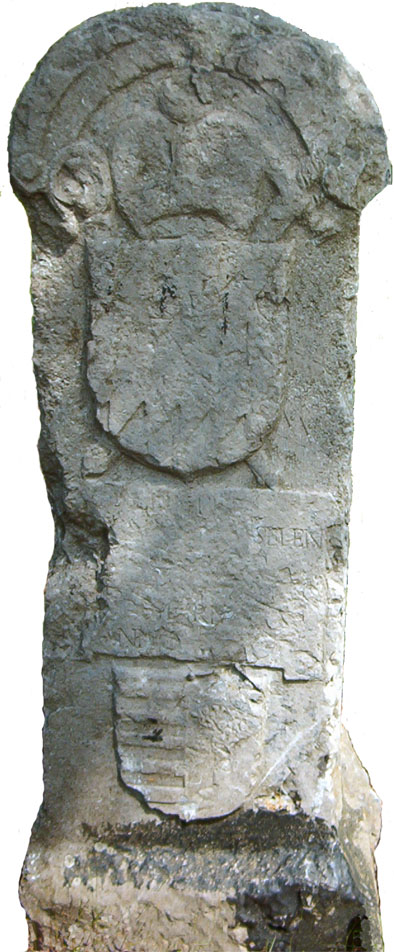
Grenspaal in 1666 tussen Hasselt en Zonhoven geplaatst in opdracht van de Luikse prins-bisschop Maximilianus Henricus van Beieren met daarop zijn wapenschild en dat van Hasselt en aan de andere zijde de tekst "NON ULTRA SONHOVIENSES SUB POENA CORPORALI EX EDICTO SER=MI"

Een grenspaal als grensmarkering, is een paal die de grens van een gebied (land, provincie, gemeente of eigendom) aangeeft. Als dit gebeurt door middel van een (gekapte) steen, spreekt men van een grenssteen.

## Rijksgrenspalen
Grenspalen worden geplaatst op het punt waar de rijksgrens een knik maakt. De locatie is exact vastgelegd in overeenkomsten. Voor de grens van Nederland met Pruisen/Duitsland is dit gebeurd tijdens het Congres van Wenen in 1815. Voor de grens tussen Nederland en België gebeurde dat voorlopig op 8 augustus 1839 en definitief bij het Verdrag van Maastricht in 1843. Van oudsher is vanaf de ene grenspaal de volgende al te zien, hoewel dat tegenwoordig vanwege bebouwing niet altijd meer het geval is. In principe moeten de grenspalen regelmatig worden geschouwd vanwege de burgemeester binnen wiens gemeentegrens ze staan. Van ieder schouw behoort een proces verbaal te worden opgemaakt. Alle palen en stenen zijn kadastraal bekend en beschreven. Sommige grenspalen zijn gemeentelijke monumenten.
Een grenspaal wordt niet altijd op de grens geplaatst. In het geval van een rivier bijvoorbeeld worden aan beide oevers grenspalen geplaatst met dezelfde nummering. De grens ligt dan precies tussen beide in. De grens tussen Duitsland en Nederland nabij Lobith, gevormd door de Rijn, is hier een voorbeeld van. Toch betekent een dubbele paal niet altijd dat de grens in het midden ligt. In 1818 werden bij de Neutraleweg ook dubbele palen geplaatst, maar de grens was de gehele weg die er tussen lag; de weg was hiermee een gemeenschappelijk bezit van Pruisen en Nederland.

## Bekende grenspalen en grensstenen
Er zijn grenspalen die hebben geleid tot sagen, zoals die van:
- De Lebstok
- Dove Wander
- Abelstok(stertil) (mogelijk)
- De Witte Paal
- De Grote Paal

Andere bekende grenspalen:
- Drielandenpunt
- Zevenmarkensteen
- Mussertpaal
- Grensmarkering "Eigen Jagt van Z.K.H. Prins Frederik"
- Zeven Heerlijkhedensteen (voormalig drielandenpunt)

## Fotogalerij

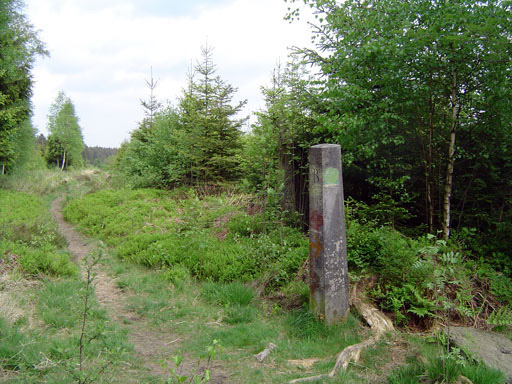
Grenspaal op de grens van het vroegere Pruisen (Oostkantons) en België
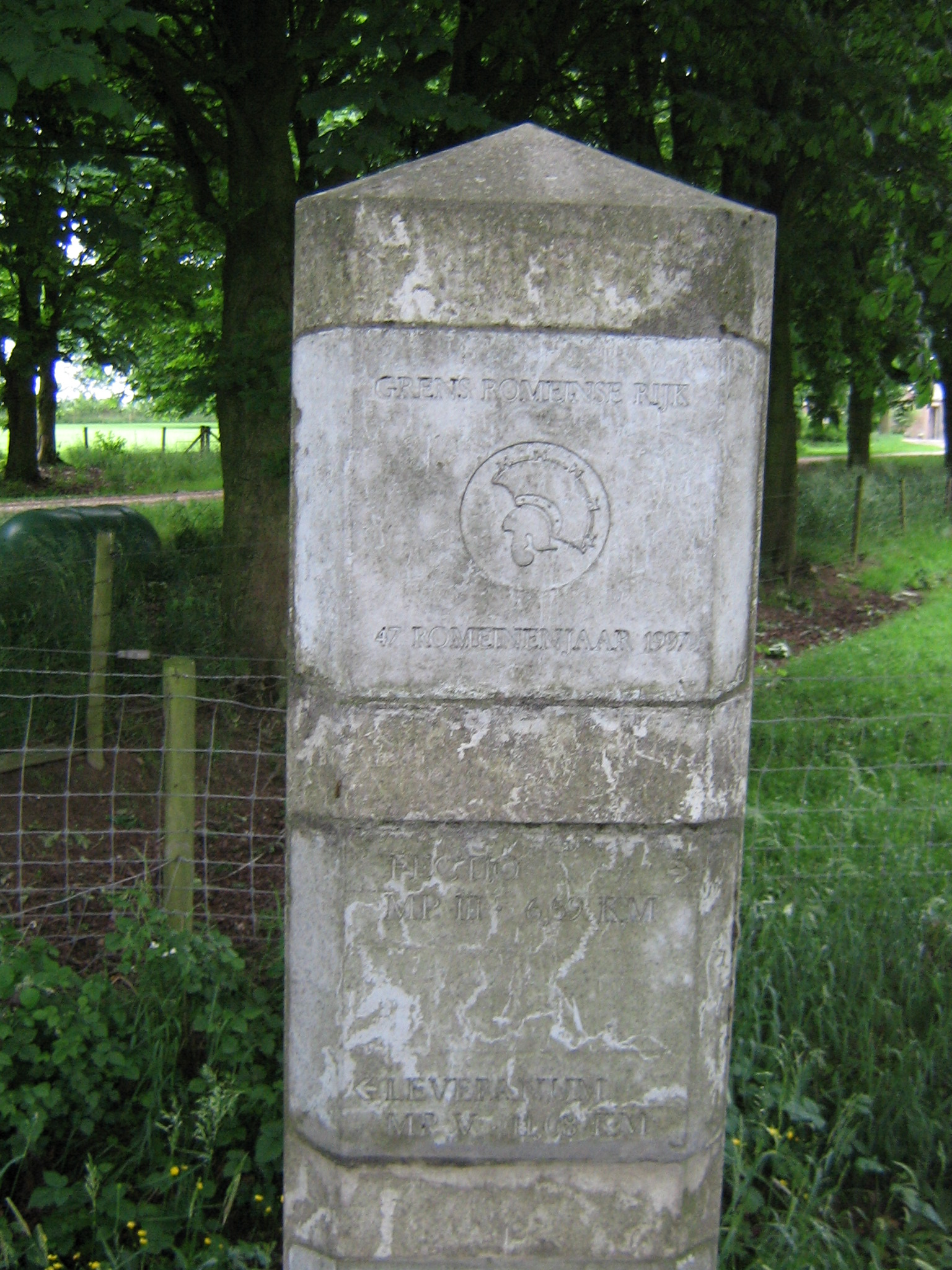
Moderne grenspaal op de grens van het oude Romeinse Rijk bij Werkhoven
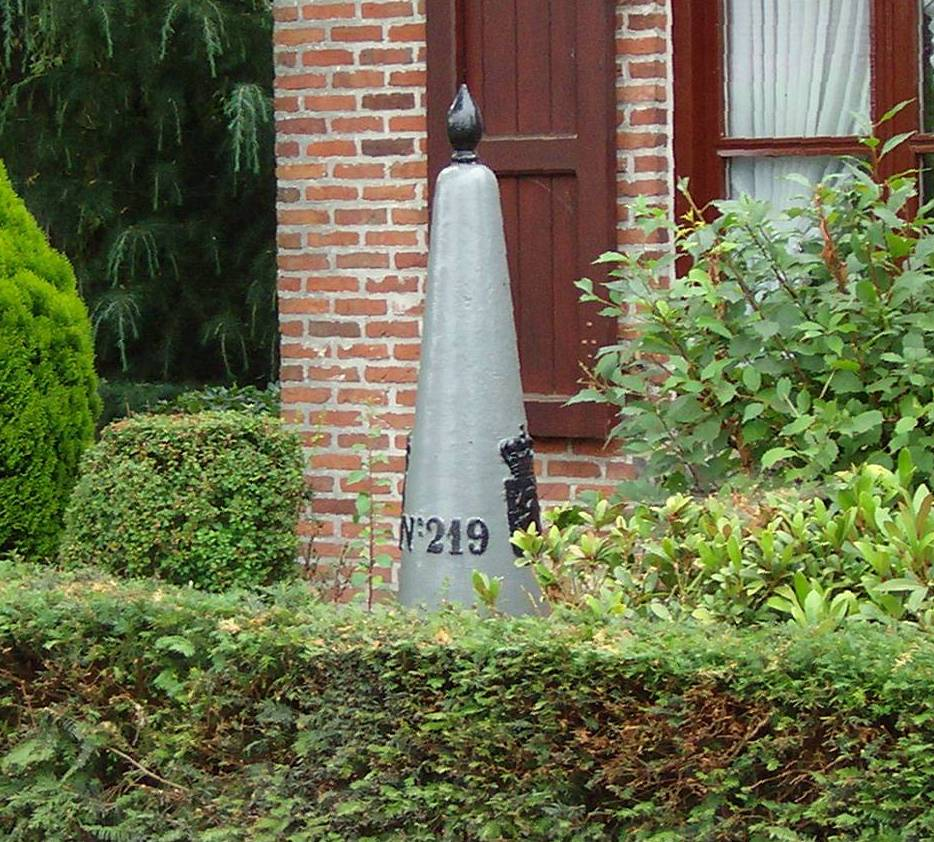
Grenspaal 219 (Belgisch-Nederlandse grens), noordelijkste punt van België
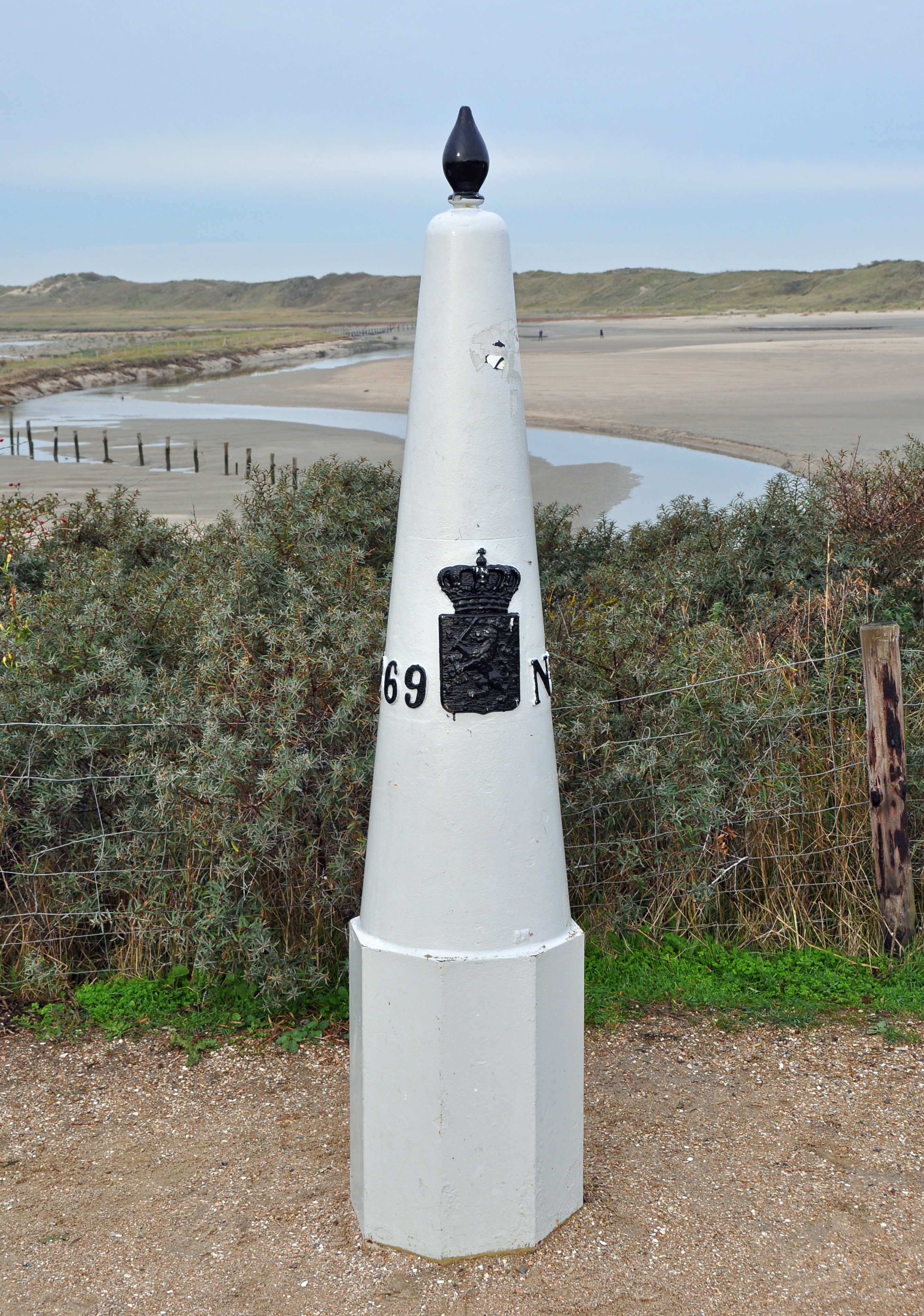
Cadzand-Bad: grenspaal 369 bij het Zwin en de Noordzee, in het uiterste westen van Nederland
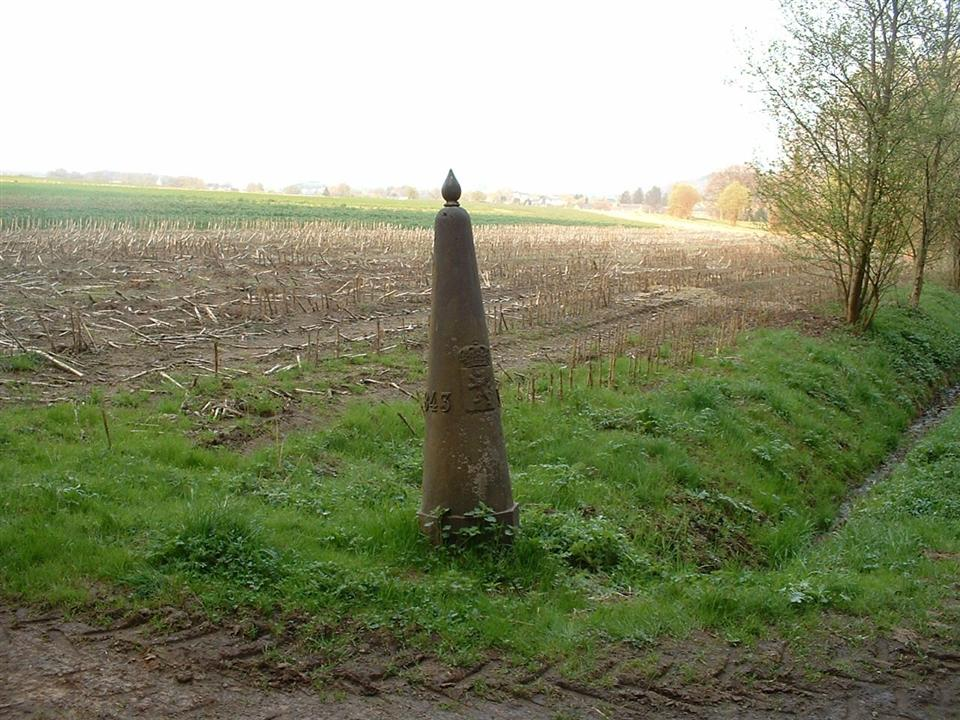
Gp121 voor Oberpallen (Lux) en Tontelange (B)
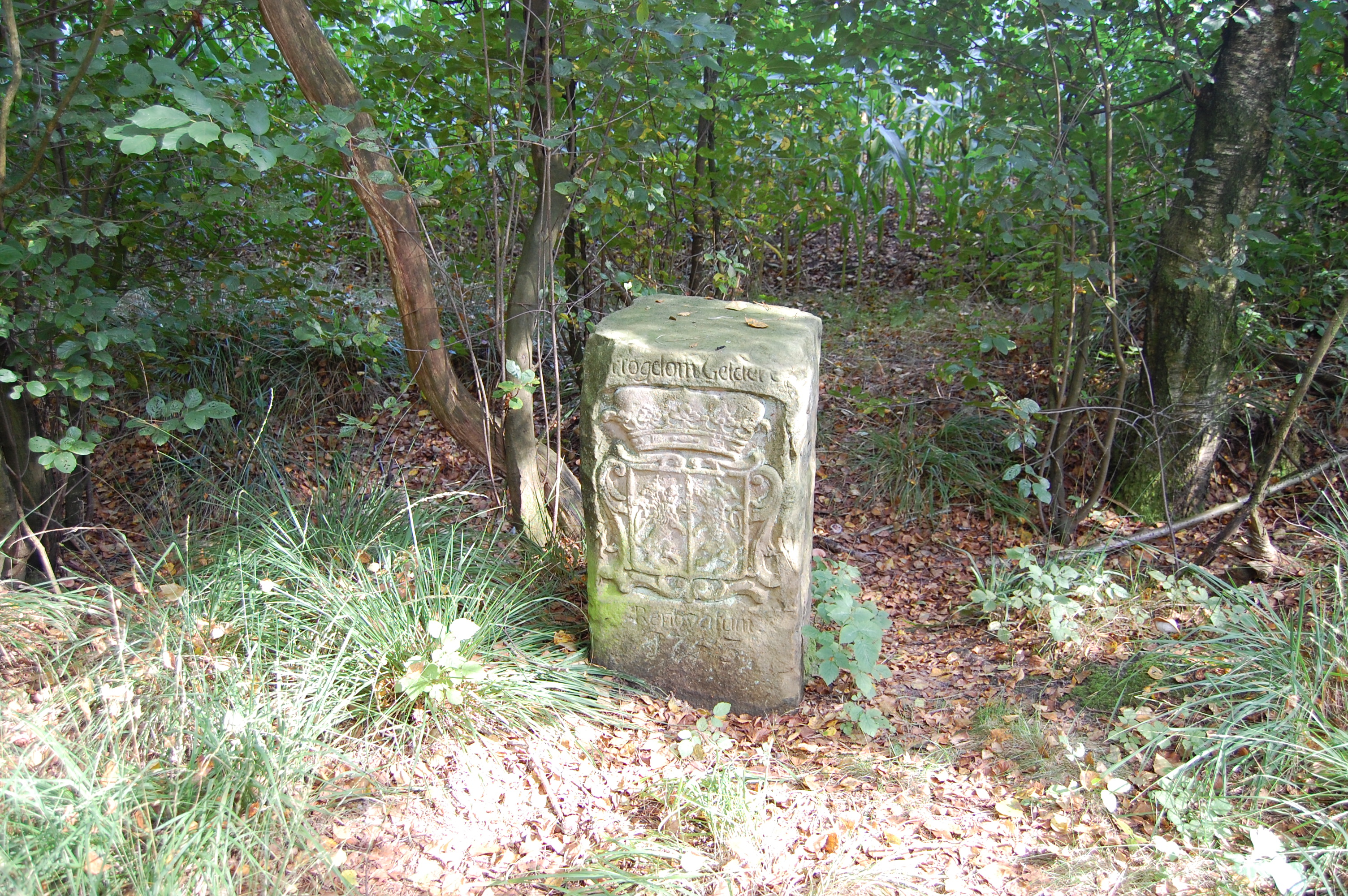
Grenspaal Nederland-Duitsland (oude grens Gelder-Munster)
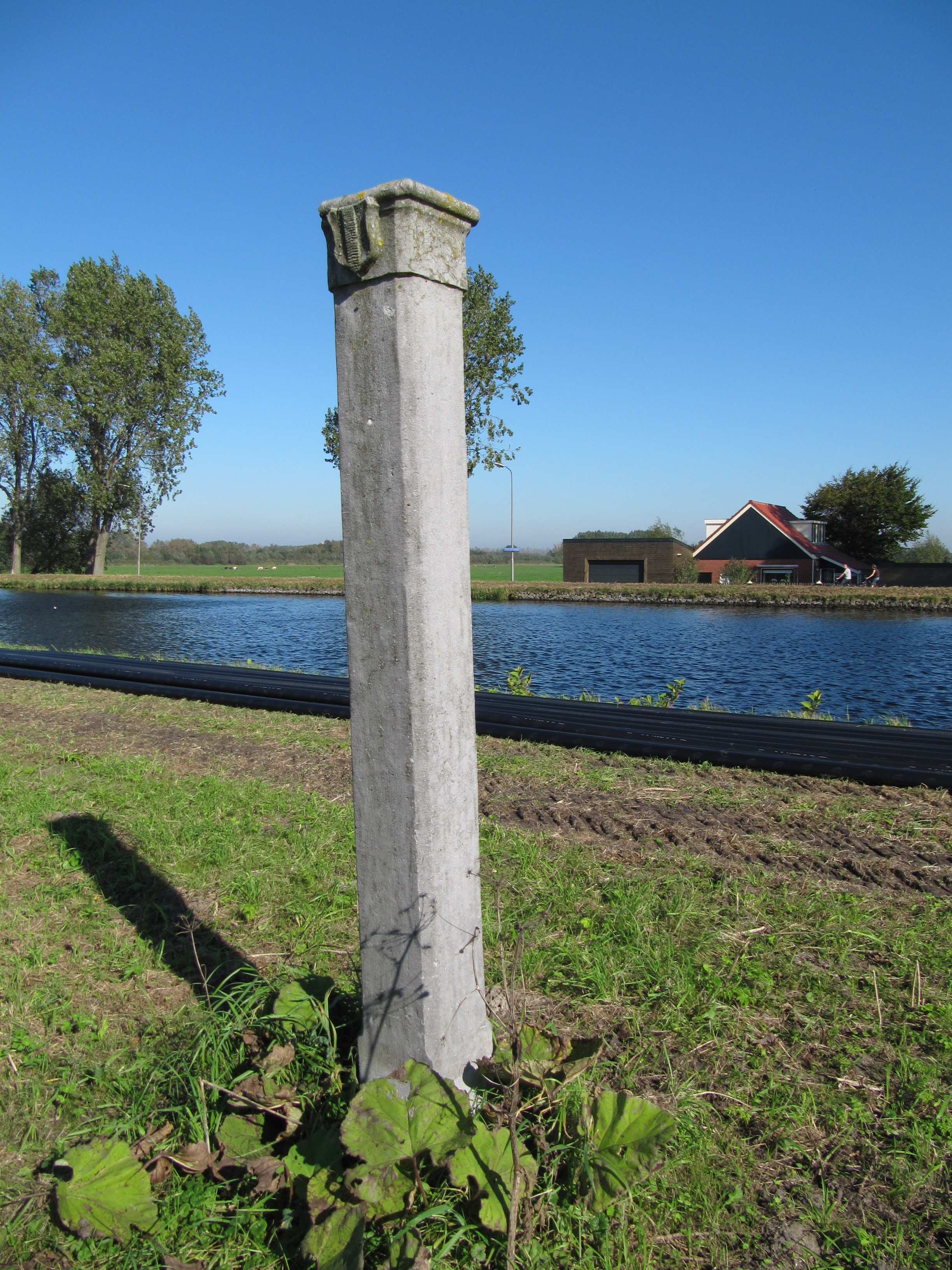
Grenspaal in Delft
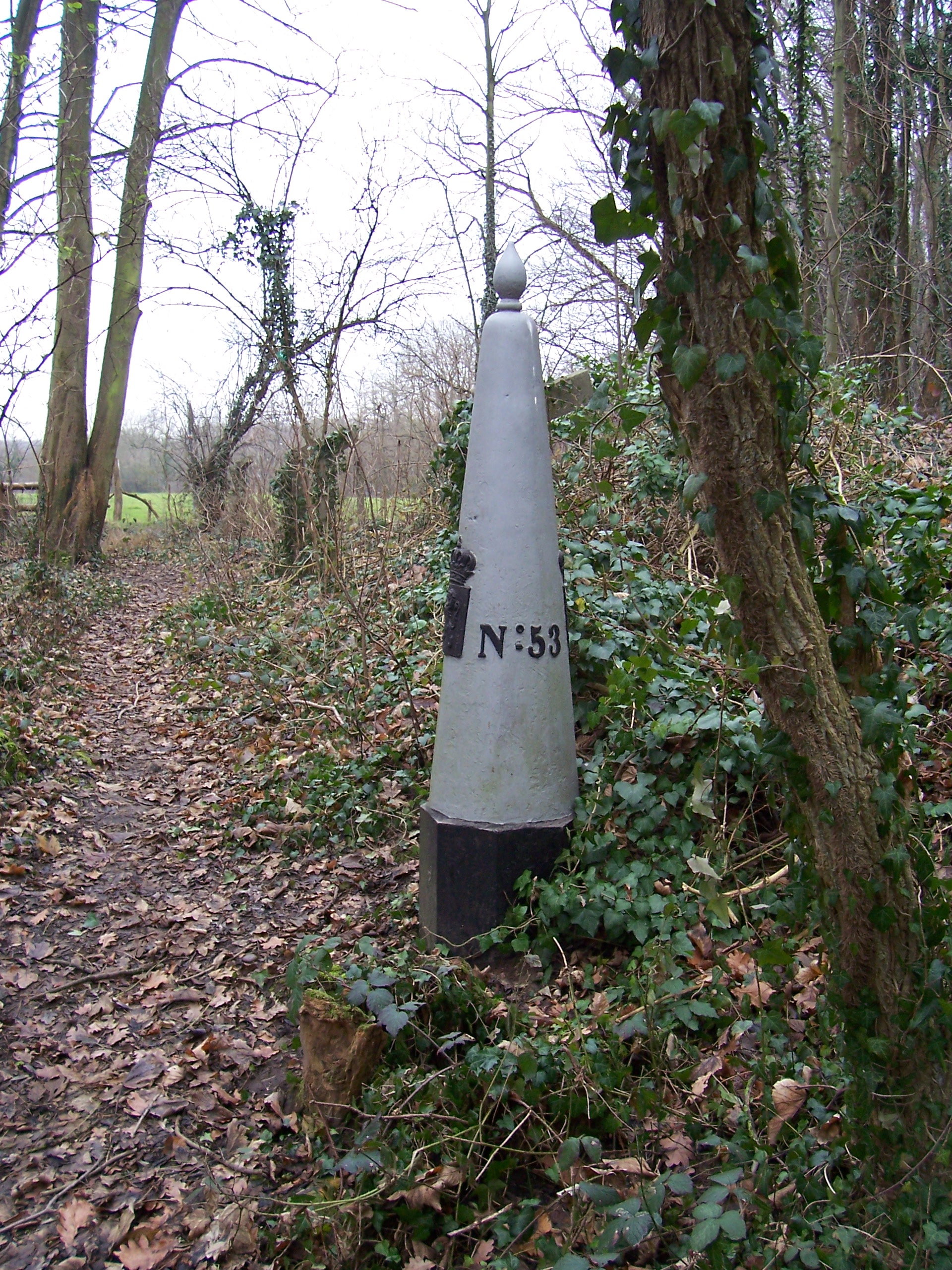
Grenspaal 53 is de grenspaal tussen Nederland, Vlaanderen en Wallonië
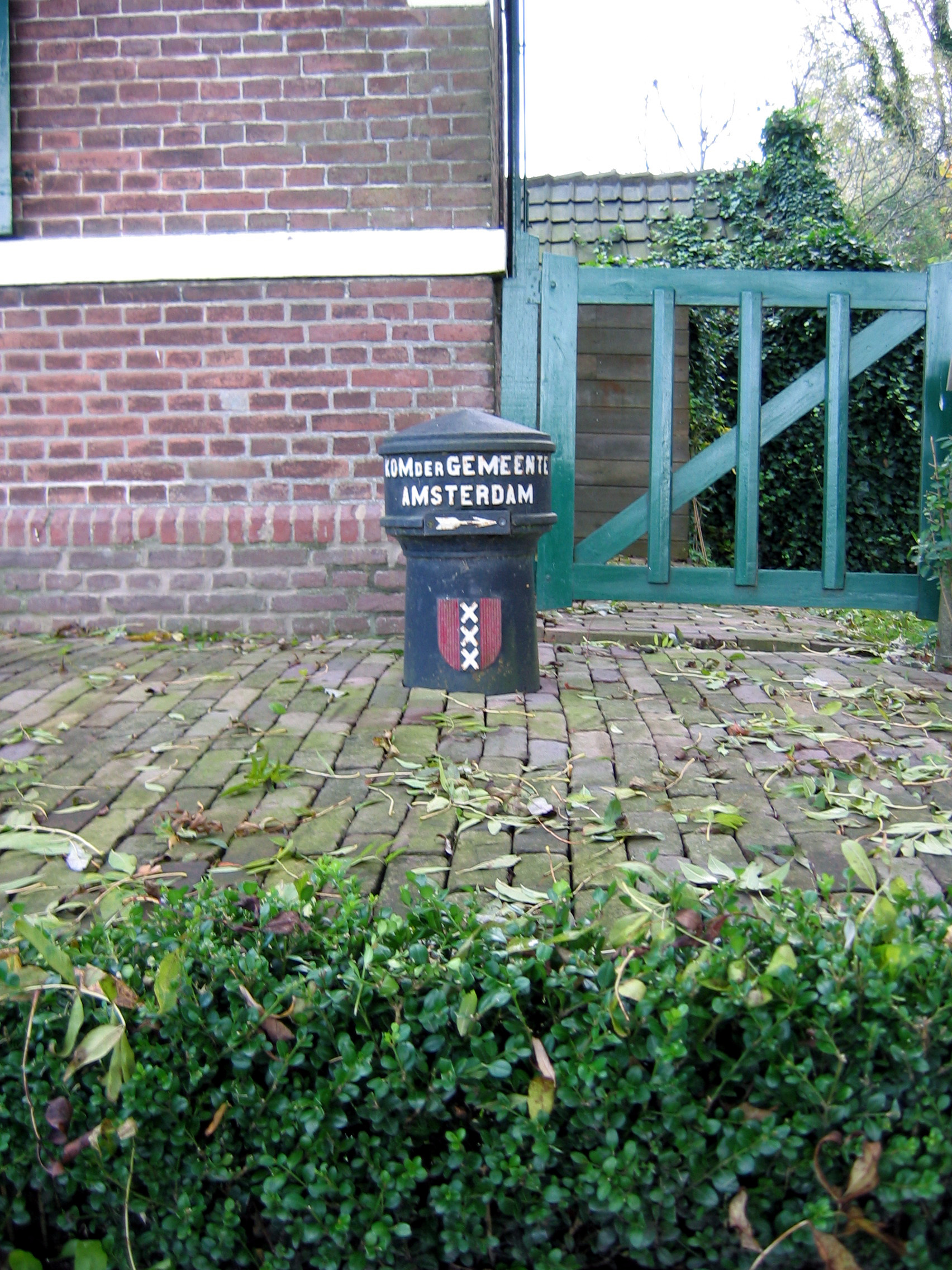
Grensafbakening bij Diemen
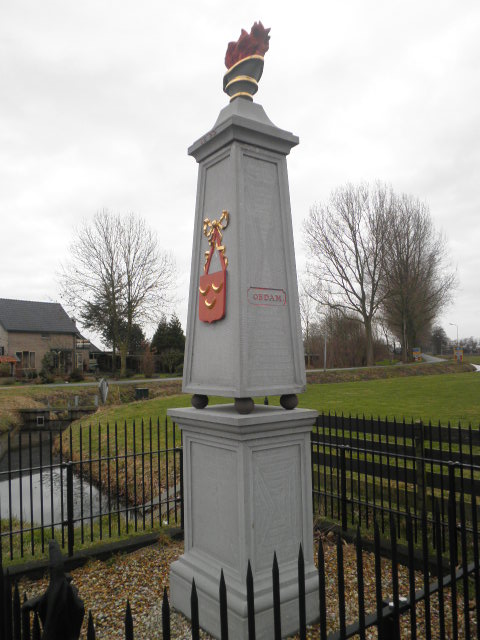
De grenspaal tussen Obdam en Hensbroek
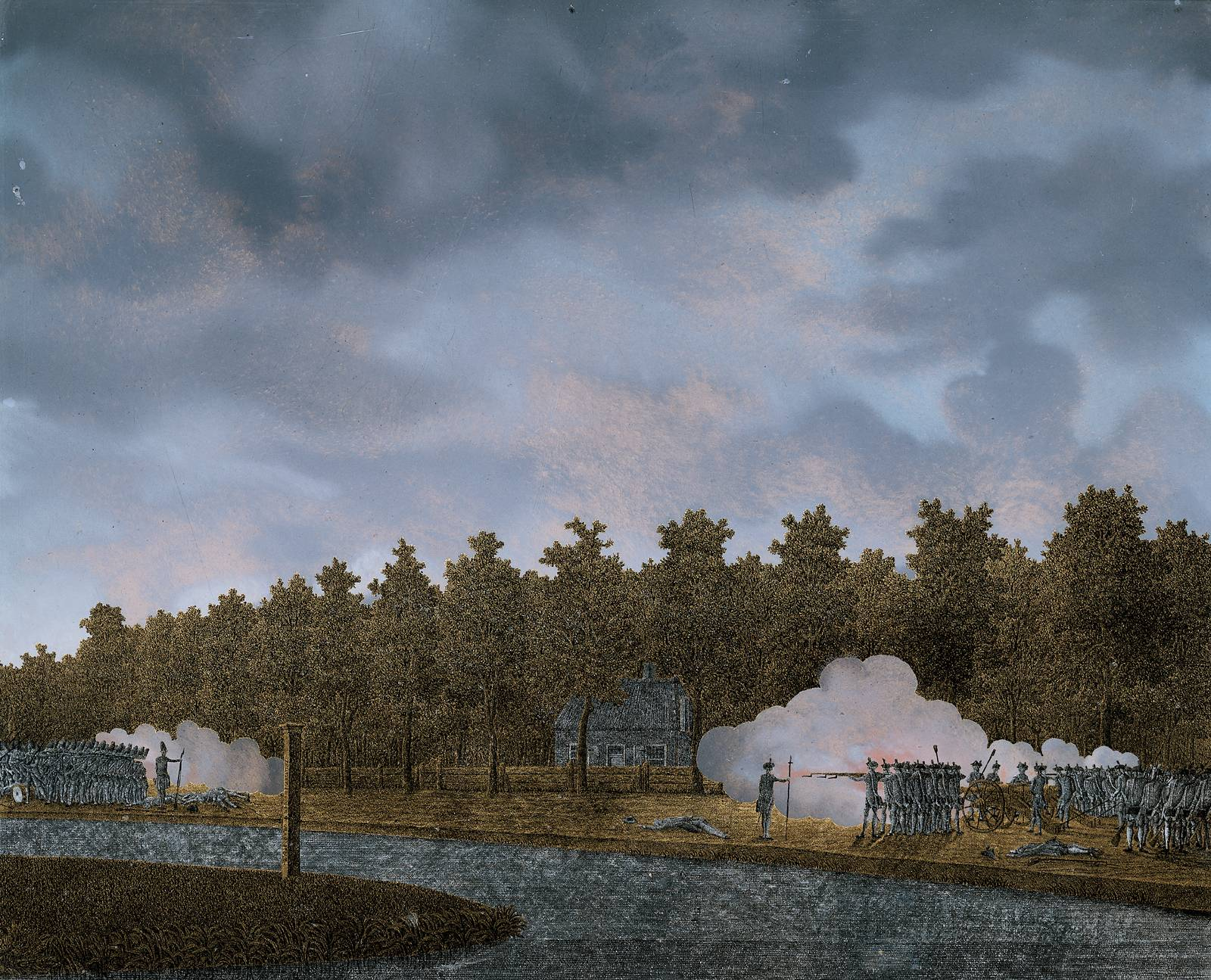
Grenspaal bij Vreeswijk aan het water op Vuurgevecht aan de Vaartsche Rijn bij Vreeswijk tussen de troepen van de stadhouder (links) en de Utrechtse patriotten (rechts), 9/5/1787. Verguld glas (verre églomisé), Jonas Zeuner, Rijksmuseum Amsterdam.